# Gele modderschildpad
De gele modderschildpad (Kinosternon flavescens) is een schildpad uit de familie modder- en muskusschildpadden (Kinosternidae).

## Naam en indeling
De wetenschappelijke naam van de soort werd voor het eerst voorgesteld door Louis Agassiz in 1857. Oorspronkelijk werd de wetenschappelijke naam Platythyra flavescens gebruikt. De soort werd later ingedeeld bij het geslacht Cinosternon.   De soortaanduiding flavescens betekent vrij vertaald 'geel wordend'.

## Uiterlijke kenmerken
De gele modderschildpad bereikt een rugschildlengte tot ongeveer 16,5 centimeter. Aan de gele kleuren is de wetenschappelijke soortnaam te danken, want flavescens betekent geel wordend. Bij de volwassen exemplaren is de gele kleur meestal verdwenen, soms zijn de buikplaten bruingeel, het schild is zeer donkerbruin, -grijs of -groen. 
Het buikschild is relatief groot en heeft twee goed ontwikkelde scharnieren waarmee het schild kan worden dichtgeklapt. De kop en poten kunnen hierin volledig worden teruggetrokken. De plastronformule is als volgt: an > abd > hum > gul >< fem > pect.
De kop heeft een gele tot grijze kleur, de kaken zijn licter tot wit. Onder de kin zijn twee paar baarddraden aanwezig. 
De juveniele dieren zijn zeer donker bruingrijs tot zwart van kleur, het schild is plat en nog niet koepelvormig, en poten en flanken zijn duidelijk zichtbaar. De schildrand is geel, evenals de buik maar in het midden heeft de buik dezelfde kleur als het schild, meestal iets donkerder. Het schild van een volwassen dier heeft een plat middendeel met daar omheen negen hoornplaten.Mannetjes zijn van vrouwtjes te onderscheiden door een langere en dikkere staart. De staart van zowel mannetjes als vrouwtjes is stekel-achtig.

## Levenswijze
De schildpad is omnivoor; het dier eet zo af en toe weleens plantendelen, hoewel het menu uit hoofdzaak bestaat uit amfibieën, visjes en insectenlarven. Als typische moerasbewoner vertoeft deze soort graag in het water maar om te zonnen kruipt de schildpad op het land. Ter verdediging scheidt hij een stinkende geurstof af uit twee klieren onder zijn rugschild, maar hij kan ook bijten met zijn krachtige kaken. Zijn zomerslaap houdt hij in het hol van een bisamrat of onder dode bladeren. In koudere streken houdt hij ook een winterslaap.
De nesten worden gegraven van mei tot augustus, in een legsel worden een tot zes eieren afgezet. De eieren hebben een harde schaal en zijn wit van kleur. Ze zijn langwerpig van vorm en zijn ongeveer 24 tot 29 millimeter lang en veertien tot zeventien mm breed. 

## Verspreiding en leefgebied
De gele modderschildpad komt voor in het noorden van Mexico en de Verenigde Staten. In de VS is de soort te vinden in Arizona, Kansas, Nebraska, Colorado, New Mexico, Iowa, Illinois, Missouri, Mississippi, Oklahoma, Texas en mogelijk in Arkansas. In Mexico beslaat het verspreidingsgebied de staten Chihuahua, Coahuila, Nuevo Leon, Tamaulipas en Veracruz.
De habitat bestaat uit ondiepe, modderige wateren zoals moeras, meren, vijvers, rivieren of door mensen gemaakte wateren zoals drinkputten voor vee.

## Beschermingsstatus
Door de internationale natuurbeschermingsorganisatie IUCN is de beschermingsstatus 'veilig' toegewezen (Least Concern of LC).